# Ruedi Rüegg

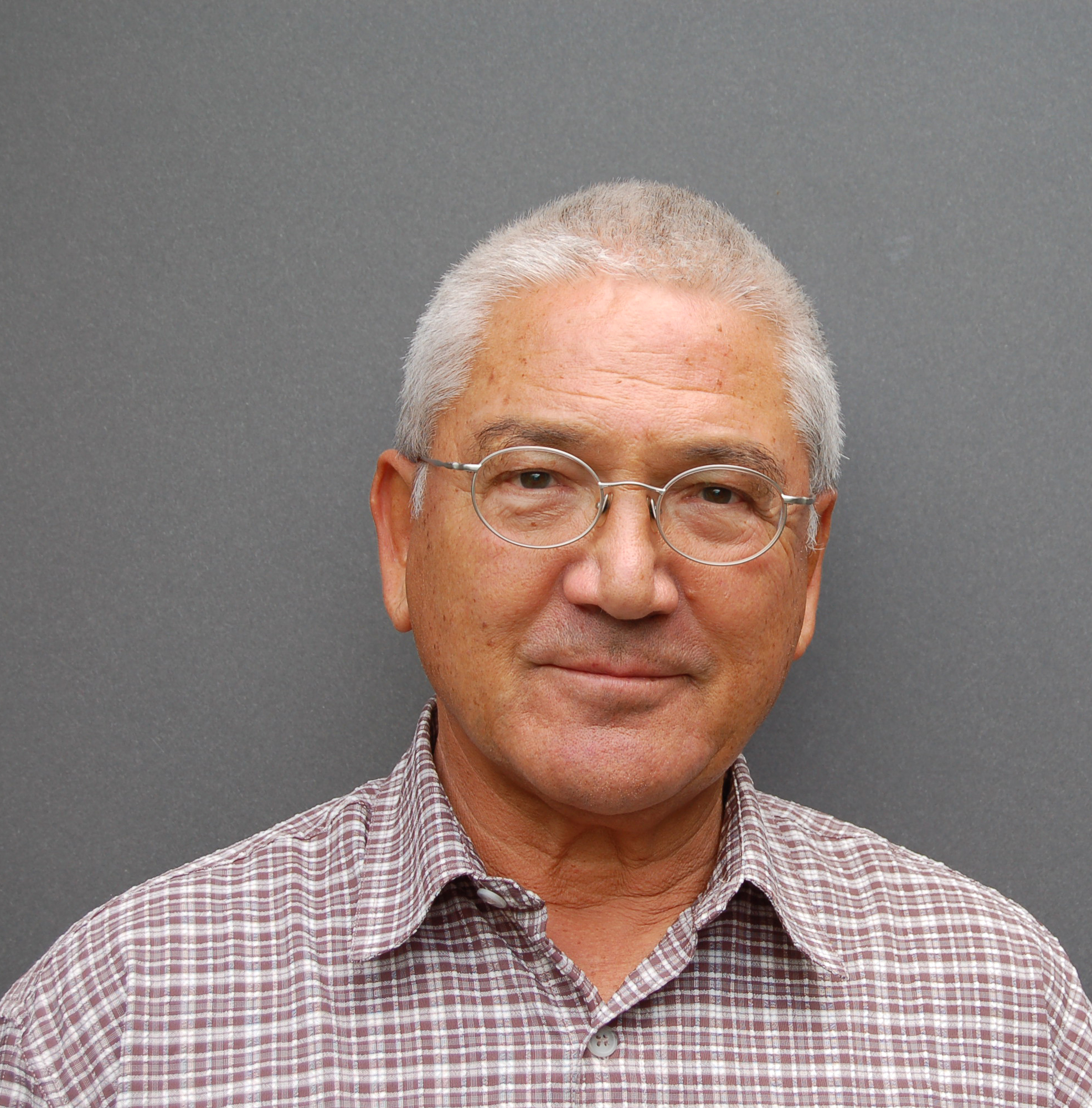
Portrait Ruedi Rüegg (2006)

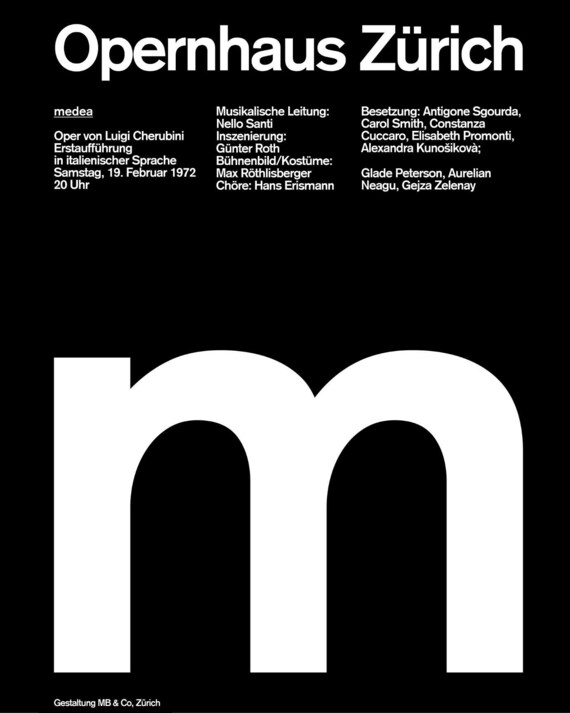
Plakat für das Opernhaus Zürich von Ruedi Rüegg 1972

Ruedi Rüegg (* 4. August 1936 in Zürich; † 14. Oktober 2011) war ein Schweizer Grafiker und Gestalter. Mit seinen Arbeiten und seinem Werk gilt er als wichtiger Vertreter des Swiss Design. Tätig war er im Bereich Corporate Design, Plakatgestaltung und Signaletik.

## Leben
In Zürich geboren und aufgewachsen, besuchte er als Jugendlicher die Kunstgewerbeschule Zürich bei Josef Müller-Brockmann und Hans Finsler. Nach Abschluss seiner Ausbildung zum Grafiker war er in den Jahren von 1960 bis 1963 als Angestellter für Müller-Brockmann tätig. Während dieser Zeit erlernte und vertiefte er sein gestalterisches Wissen. Brockmann beeinflusste seine spätere Arbeitshaltung und Schaffensweise massgeblich. Mit 27 Jahren zog es den Grafiker jedoch weiter. Für ein Jahr arbeitete er als Assistent von Paul Rand in Weston, USA. Bereits im Jahr darauf arbeitete er für die Nakamodo International Agency in Osaka, Japan. Zurück in Zürich, wurde Rüegg zum Mitinhaber und Geschäftsführender Partner der Werbeagentur MB & Co Zürich mit Josef Müller-Brockmann.
Mit ihm als Vorstandsmitglied der Plakatjury des Eidg. Dep. des Innern entstand seit 1985 die Kollektion von über 300 herausragenden Swiss Posters an der Carnegie Mellon University in Pittsburgh (USA). In seiner Tätigkeit als Dozent unterrichtete er an der Ohio State University, Columbus, USA, der Kent State University, USA, und der Schule für Gestaltung in St. Gallen. Er hielt Vorträge an verschiedenen Hochschulen in Europa, den USA und Lateinamerika. In seiner Laufbahn als Graphic Designer wurden viele seiner Arbeiten prämiert, publiziert oder ausgestellt. Unter anderem erhielt er den ersten AGI’s Henry Award im Jahre 2000, wo er auch Mitglied im «International Executive Committee of AGI» von 1976 bis 1916 war. Gemeinsam mit Max Baltis führte er von den Jahren 1977 bis 1982 die Bürogemeinschaft Baltis & Rüegg in Zürich. Daraus entwickelte sich bald das Büro Ruedi Rüegg Zürich, worauf er schliesslich seinen «Alltag» zum Namen machte und den Designalltag gründete.
Bis kurz vor seinem Lebensende arbeitete und führte Rüegg die Firma Designalltag.

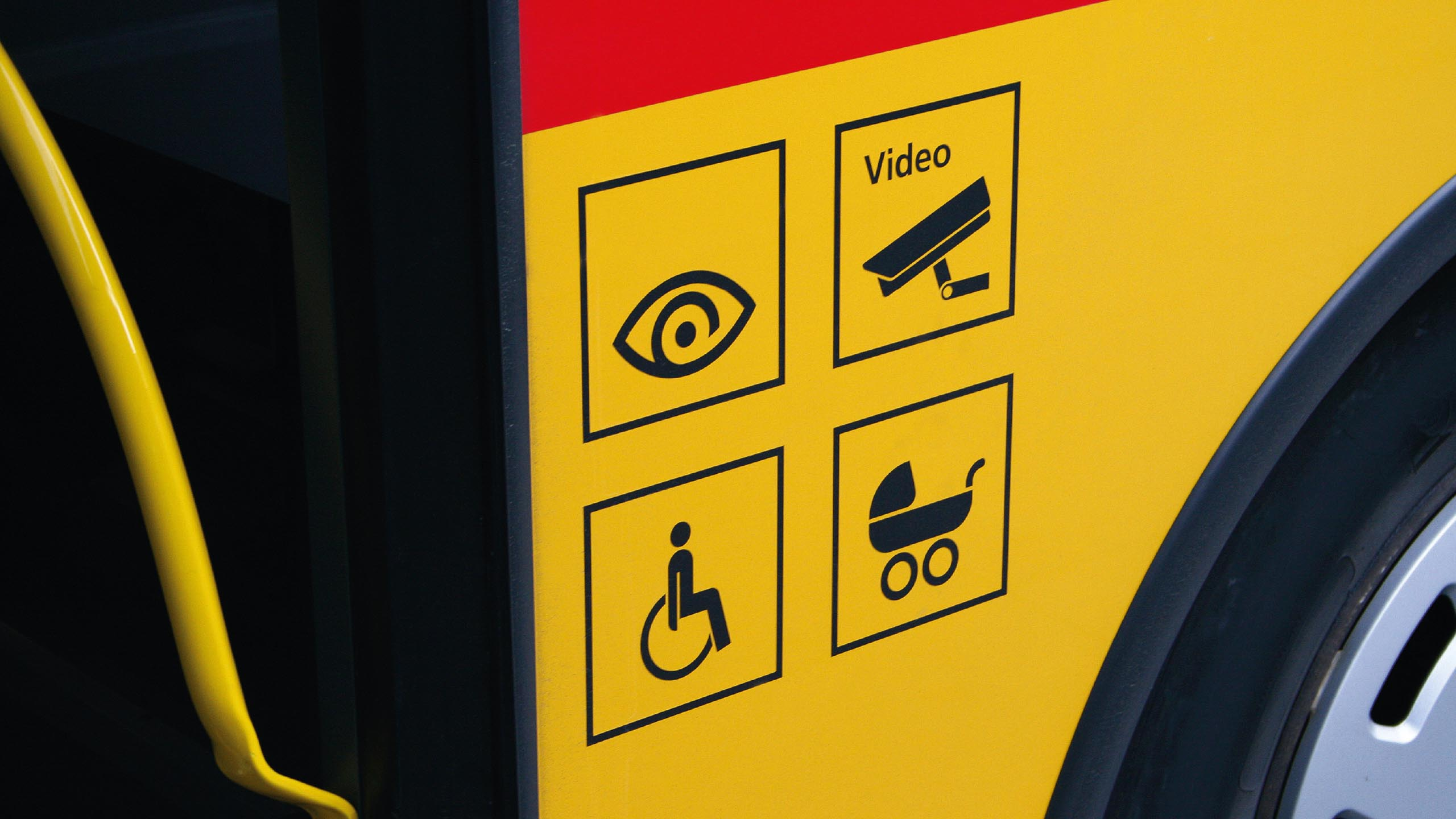
Post Piktogramme

Logo der Odeon-Apotheke Zürich

## Familie
Ruedi Rüegg war mit Anni Rüegg-Witzig verheiratet. Aus der Ehe gingen drei Kinder hervor.

## Mitgliedschaften
Rüegg war in folgenden Verbänden Mitglied, wobei er oft als Teil des Vorstandes oder Präsident fungierte.
- Signaletik Flughafen ZürichSchweizerischer Werkbund

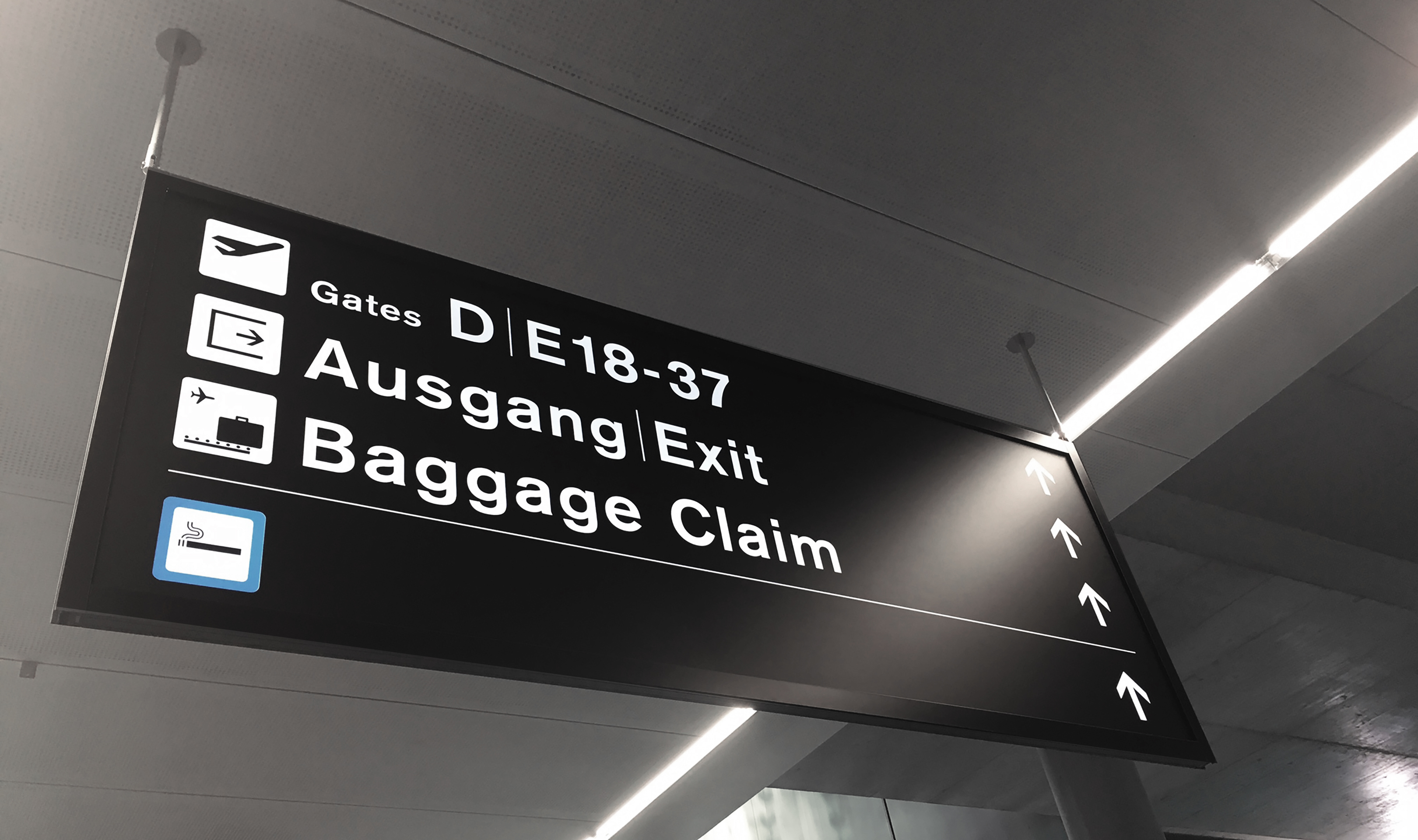
Signaletik Flughafen Zürich

- Verband der Schweizerischen Gasindustrie
- Alliance Graphique Internationale

## Grafisches Werk
- Signaletik Flughafen Zürich-Kloten
- Piktogramme der Schweizerischen Post
- Signaletik der Universität Zürich
- Corporate Design der PTT, Mäser Austria
- Poster für das Opernhaus Zürich
- Konzertplakate der Tonhalle Zürich
- Corporate Design Rockwell International USA
- Corporate Design Westinghouse Design Center USA
- Corporate Design PTT Bern
- Corporate Design Odeon Apotheke Zürich

## Bücher
- Basic Typography: Design with Letters. Typografische Grundlagen: Gestaltung mit Schrift. ABC-Verlag, Zürich 1989, ISBN 978-3-85504-114-5.
- Designalltag: Symbols Logos Identities. Eigenverlag, Zürich 1999,  ISBN 3-9520297-1-8.
- Designalltag: Pictograms. Eigenverlag, Zürich 2002, ISBN 978-3-9520297-3-2.